# スタディオ・レナート・ダッラーラ
スタディオ・レナート・ダッラーラ（Stadio Renato Dall'Ara）は、イタリア・ボローニャにある陸上競技場。ボローニャFCがホームスタジアムとして使用している。収容人数は38,279人。

## 概要
このスタジアムは、1934 FIFAワールドカップや1990 FIFAワールドカップでも会場として使用され、1990 FIFAワールドカップではグループDの3試合や、決勝トーナメント1回戦イングランド対ベルギーの試合が行われた。2019年の1月にスタジアムを改修すると発表した。現在は陸上競技場だが、改修後はサッカー専用スタジアムになる予定だ。